# Miscophus
Miscophus is een geslacht van vliesvleugelige insecten van de familie van de graafwespen (Crabronidae).

## Soorten
- M. absconditus de Andrade, 1960
- M. aegyptius Morice, 1897
- M. akrofisianus Balthasar, 1954
- M. albomaculatus de Andrade, 1960
- M. albufeirae de Andrade, 1952
- M. andradei P. Verhoeff, 1955
- M. ater Lepeletier, 1845
- M. belveriensis de Andrade, 1960
- M. benidormicus P. Verhoeff, 1955
- M. bicolor Jurine, 1807
- M. bonifaciensis Ferton, 1896
- M. canariensis Beaumont, 1968
- M. caninus de Andrade, 1953
- M. concolor Dahlbom, 1844
- M. corsicus de Andrade, 1960
- M. deserti Berland, 1943
- M. eatoni E. Saunders, 1903
- M. gineri P. Verhoeff, 1955
- M. guichardi Beaumont, 1968
- M. helveticus Kohl, 1883
- M. histrionicus Balthasar, 1954
- M. insolitus de Andrade, 1953
- M. insulicola Balthasar, 1954
- M. italicus A. Costa, 1867
- M. levantinus Balthasar, 1954
- M. luctuosus de Andrade, 1960
- M. lusitanicus de Andrade, 1952
- M. mavromoustakisi de Andrade, 1953
- M. merceti de Andrade, 1943
- M. minutus de Andrade, 1953
- M. nevesi de Andrade, 1952

- M. nicolai Ferton, 1896
- M. niger Dahlbom, 1844
- M. nitidior Beaumont, 1968
- M. othello Balthasar, 1954
- M. portoi de Andrade, 1956
- M. postumus Bischoff, 1921
- M. pretiosus Kohl, 1884
- M. primogeniti de Andrade, 1954
- M. pseudomimeticus de Andrade, 1960
- M. pulcher de Andrade, 1953
- M. spurius Dahlbom, 1832
- M. susterai Balthasar, 1954
- M. temperatus Balthasar, 1954
- M. unigea Balthasar, 1954
- M. verhoeffi de Andrade, 1952
- M. yermasoyensis Balthasar, 1954
- M. zakakiensis Balthasar, 1954